# Eriogonum fasciculatum
Eriogonum fasciculatum är en slideväxtart som beskrevs av George Bentham. Eriogonum fasciculatum ingår i släktet Eriogonum och familjen slideväxter.

## Underarter
Arten delas in i följande underarter:
- E. f. emphereium
- E. f. flavoviride
- E. f. foliolosum
- E. f. polifolium